# Tihi Don
Tihi Don (rus. Тихий Дон) je roman Mihaila Šolohova, iz četiri toma, koji je prvo objavljen u listu Oktjabr u razdoblju između 1928. i 1940. godine.

## O romanu
Tihi Don je jedno od najmonumentalnijih djela svjetske literature i ne može se podvesti pod jedan žanr. To je prije svega povijesni roman, koji prikazuje rusko društvo u jednom od najvažnijih trenutaka u povijesti Rusije – u vrijeme Revolucije 1917., a i politički jer se bavi političkim previranjima i sukobima između monarhista i komunista. Najveći dio knjige posvećen je opisivanju Istočnog bojišta na kraju Prvog svjetskog rata i građanskog rata 1917, kao i mukotrpnoga života donskih Kozaka te se može smatrati ratnim i socijalnim romanom. Strasti i emocionalna preživljavanja glavnih junaka opisana su vrlo detaljno, pa je Tihi Don dobio i psihološku notu. Kao glavni motiv romana, ističe se nekonvencionalna veza između Grigorija Melehova i Aksinje, što romanu daje ljubavni karakter. Na kraju, sam naziv djela nagovještava da pisac posebnu pažnju posvećuje opisima prirode – tihog Dona i mirne stepe, ravnodušnih nad teškom kozačkom sudbinom.

## Likovi
- Grigorije Griška Melehov – mlađi sin Panteleja Melehova. Oženjen Natalijom, ali u vezi s Aksinjom. Jedan od najpoželjnijih momaka u selu, kako zbog svog turskog izgleda, tako i zbog slobodnog i veselog karaktera. Grigorije odlazi u rat gdje dobiva nekoliko ordena svetog Jurja. Ipak, njegova uvjerenja duboko su poljuljana i počinje se pitati za čije se to interese Kozaci i Rusi bore.

- Aksinja – žena Stepana Astahova, ali ljubavnica Grigorija Melehova. Ona i Griška počeli su viđati se kada je on bio momak u dvadesetim, a ona već zrela žena. Ipak, Ksjuša je dugo ostala privlačna, a njena putenost donela joj je mnoge nesreće u životu. Kada s Grigorijem pobjegne u Jagodno, od lakomislene seljanke postaje samopouzdana domaćica domaćinstva i ljubavnica gazdinog sina.

- Petar Melehov – Grigorijev stariji brat, plav Kozak na kome se uopće ne vidi njegovo tursko podrijetlo. Naročito se ističe u vojsci, gdje dobiva nekoliko unapređenja. Petar je dobrodušan, miran i odan obitelji, i čest posrednik u napetim odnosima između oca i brata.

- Natalija – Grigorijeva žena, kćerka bogatog Mirona Grigorijeviča. Njihov brak je od početka bio nesretan, a kada Griška ode Aksinji, Natalija postaje toliko očajna da pokušava samoubojstvo.

- Darja Aleksandrovna – Petrova žena, pohotna i lukava. Kada joj svekar priprijeti i istuče je zbog njenog sramnog ponašanja, ona mu odgovara: Ako već ne možeš ti, ima tko može.

- Jevgenije Listnicki – sin jedinac starog generala Listnickog. Odan caru, teško se bori s neminovnim padom monarhije, i postaje hladna i nezadovoljna osoba.

- Dunjaška – mlađa sestra braće Melehov, jedna od glavnih ljepotica u selu.
- Stepan Astahov – Aksinjin muž.
- Miška Koršunov – Natalijin brat.
- Mohov – seoski trgovac i lihvar.
- Miška Koševoj – mladi komunist i dečko koga je voljela Dunjaška.
- Lukinična, Ilinična, Miron Grigorijevič i Pantelej Melehov – glave obitelji Melehov i Grigorijevič
- Lukerja, Tihon, Saška – sluge starog Listnickog
- Anikuška, Hristonja, braća Šamili, Ivan Tomilin, Ivan Aleksejevič, Fedot Bodovskov – Kozaci
- Bunčuk – komunist koji je bio zadužen da preobrati puk
- Lavr Kornilov – glavni zapovjednik
- Kaledin, Lukomski, Lagutin – generali i časnici

## Prijem
Tihi Don je jedan od najčitanijih romana ruske i svjetske književnosti. Šolohov je za njega dobio nagradu Staljin i Nobelovu nagradu za književnost. Godine 2006. roman je ekraniziran u tv–seriju, a u ulozi Grigorija bio je Rupert Everett. Ipak, postojale se klevete da je Šolohov bio premlad i nezreo da napiše takvo djelo. Najglasniji među zagovaračima te teorije bio je znameniti ruski književnik Aleksandar Solženjicin. Kada mu je mladi pisac poslao originalni rukopis da se sam uvjeri, Solženjicin je rekao da nema vremena i bio jedini koji mu se nije ispričao.